# Волари (Шипово)
Волари су насељено мјесто у општини Шипово, Република Српска, БиХ. Према попису становништва из 2013. у насељу је живјело 242 становника.

## Становништво
Према попису становништва из 1991. године, мјесто је имало 576 становника.
| Националност       | 1991.        | 1981.        | 1971.        |
| Срби               | 239 (41,49%) | 220 (39,56%) | 300 (43,98%) |
| Муслимани          | 326 (56,59%) | 328 (58,99%) | 381 (55,86%) |
| Хрвати             | 4 (0,69%)    |              |              |
| Југословени        | 7 (1,21%)    | 5 (0,90%)    |              |
| остали и непознато |              | 3 (0,54%)    | 1 (0,14%)    |
| Укупно             | 576          | 556          | 682          |